# アラシュ・モータカンパニー
アラシュ・モータカンパニー(Arash Motor Company)は、イギリスの自動車会社。

## 概要
イギリスのニューマーケットを拠点とする。1999年から参入して歴史は浅いものの、ブランドを確立しつつある。生産する車種はAF8とAF10で少数を生産する。

## 沿革
1999年に設立された。2006年に社名を変更した。これまでFarboud GT、Farboud GTS、Arash AF8、Arash AF10の4モデルを発表した。現在ではFarboud GTSはGinettaに権利を売却して、AF8とAF10の2モデルを販売する。

## ラインナップ
AF8
2016年に発表された。
AF10
2009年にアナウンスされた。。エンジンのみ搭載のAF10と、ハイブリッドシステム搭載のAF10ハイブリッド、レース仕様のAF10ハイブリッドレーサーの3タイプがある。

## ギャラリー

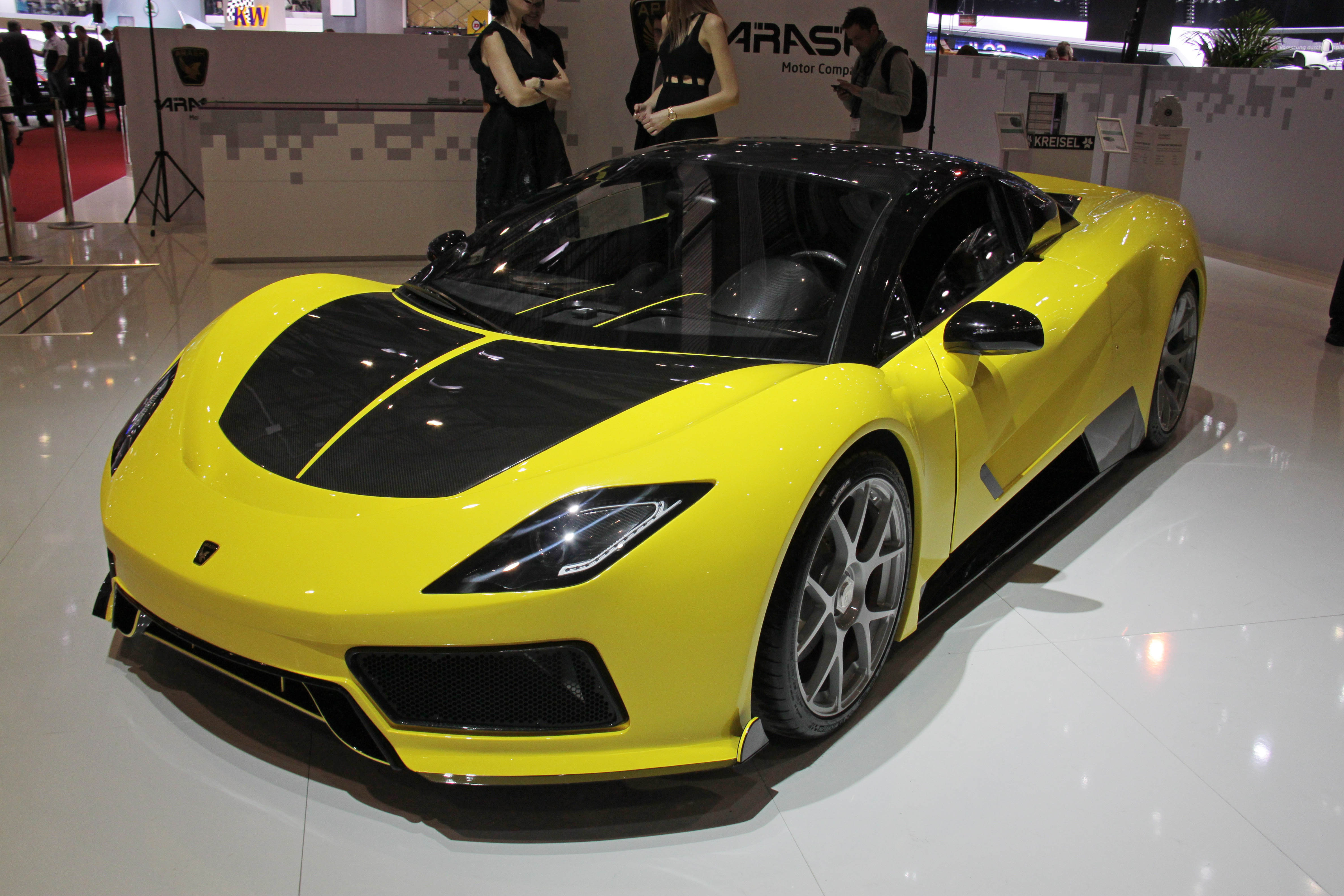
2016年のジュネーヴモーターショーで展示されたAF8
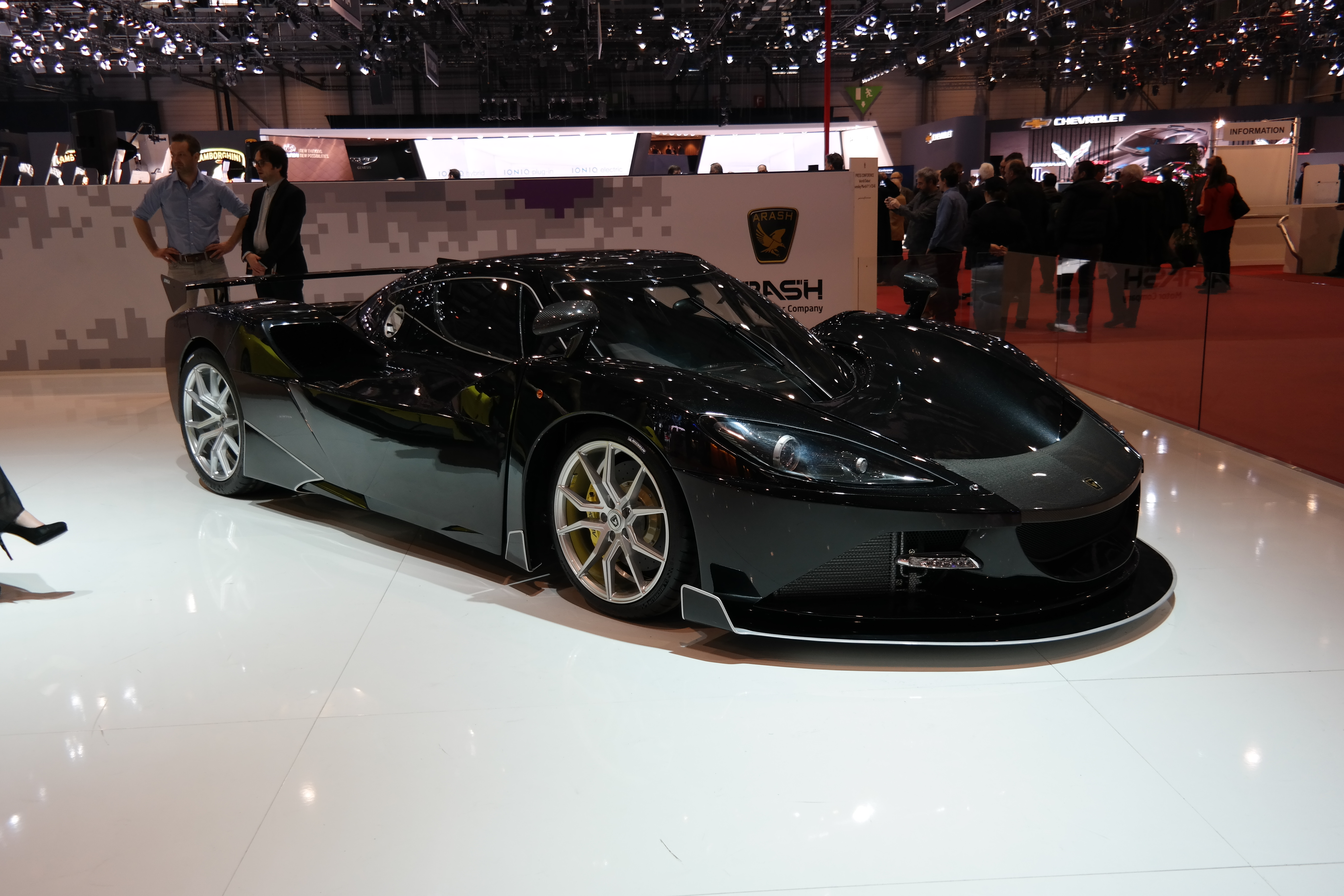
2016年のジュネーヴモーターショーで展示されたAF10